# Kronenorden (Belgien)

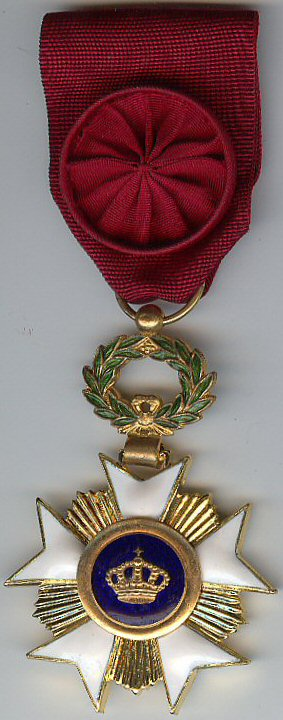
Offizier des Kronenordens

Der Kronenorden (ndl. Kroonorde, frz. Ordre de la Couronne) wurde am 15. Oktober 1897 von König Leopold II. von Belgien als Zivil- und Militärverdienstorden für den Kongo-Staat gestiftet. 1908 ging er in die Reihe der belgischen Orden über.
Ausgezeichnet werden können Personen, die sich auf kulturellem, wirtschaftlichem oder militärischem Gebiet verdient gemacht haben.

## Ordensklassen
Der Orden besteht aus fünf Klassen, den Palmen sowie einer Verdienstmedaille in drei Stufen
- Großkreuz
- Großoffizier
- Kommandeur
- Offizier
- Ritter
- Palmen: 
  -  in Gold
  -  in Silber
- Verdienstmedaille: 
  -  in Gold
  -  in Silber
  -  in Bronze

## Ordensdekoration
Das Ordenszeichen ist ein fünfarmiges, weißemailliertes goldenes Spitzkreuz mit glatten Strahlen zwischen den Armen. Auf der Vorderseite ist im goldgeränderten blau emaillierten Medaillon eine goldene Königskrone zu sehen. Rückseitig ein L (Leopold).

## Trageweise
Das Großkreuz wird mit einer Schärpe von der rechten Schulter zur linken Hüfte sowie einem zehnstrahligen Bruststern mit abwechselnd brillanten Strahlen in Silber und glatten Strahlen in Gold getragen. Bei Großoffizieren ist der Bruststern fünfarmig. Kommandeure tragen die Auszeichnung als Halsorden, Offiziere und Ritter am Band auf der linken Brust. Bei Offizieren ist auf dem 
Band außerdem eine Rosette angebracht. Das Ordenszeichen der Ritter ist aus Silber.
Das Ordensband ist bläulichrot.